# Streptocarpus kunhardtii
Streptocarpus kunhardtii är en tvåhjärtbladig växtart som beskrevs av T.J. Edwards. Streptocarpus kunhardtii ingår i släktet Streptocarpus och familjen Gesneriaceae. Inga underarter finns listade i Catalogue of Life.